# Jovana Janković
Jovana Joksimović (srbskou cyrilicí Јована Јоксимовић, rozená Jovana Janković, srbskou cyrilicí Јована Јанковић, * 25. dubna 1981 Bělehrad, SR Srbsko, Socialistická federativní republika Jugoslávie, dnes Srbsko) je srbská televizní osobnost.
Pro srbské diváky je nejlépe známá pro hostování dopoledního programu. V květnu 2008 spolu s Željkem Joksimovićem byla hostitelkou 53. ročníku Eurovision Song Contest v Bělehradě.

## Kariéra

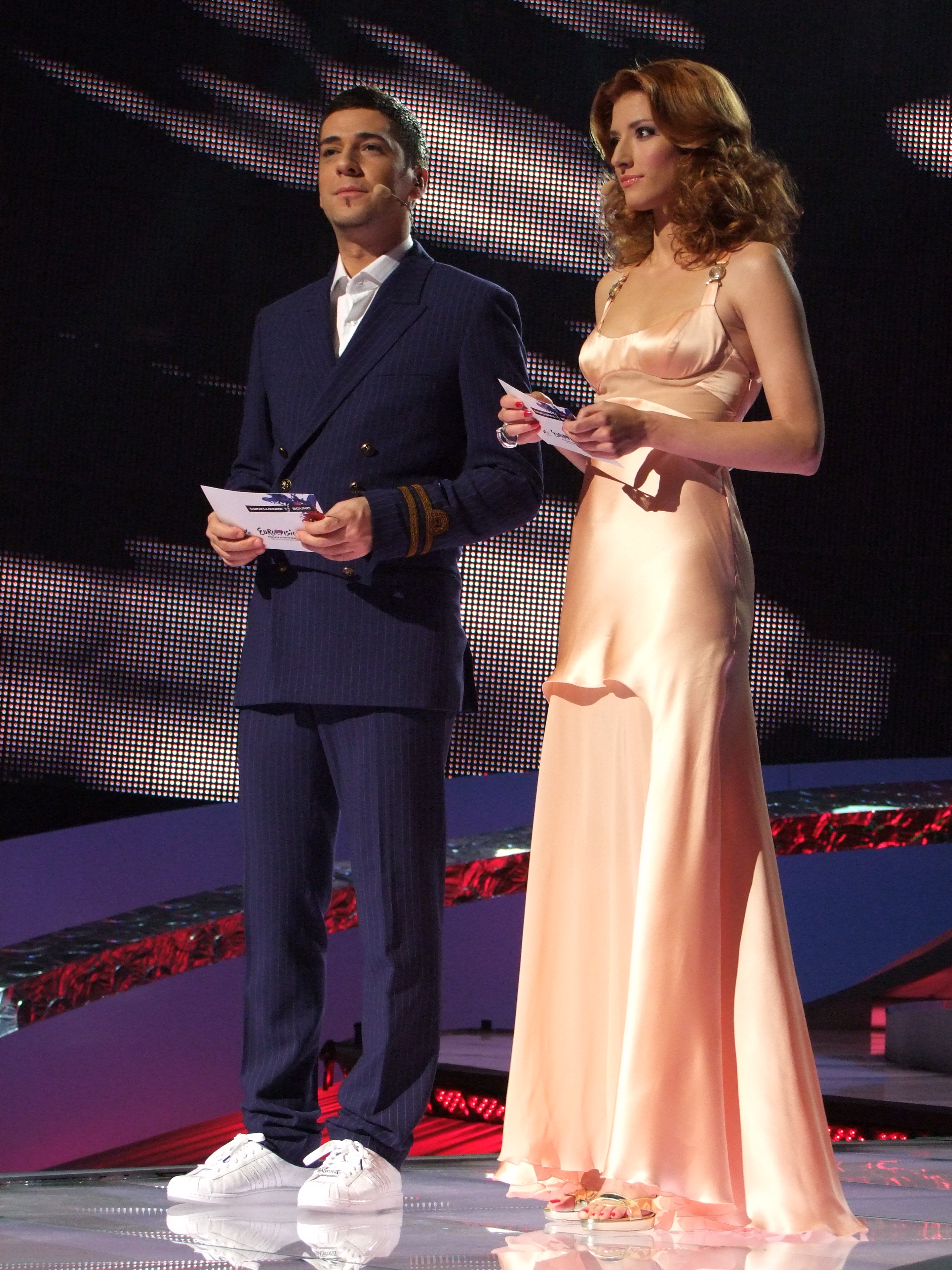
Jovana Janković na Eurovizi 2008

S kariérou v televizním prostředí se setkala ve věku 19 let, zatímco navštěvovala vysokou školu. V roce 2001 dostala nabídku od televizní stanice RTV BK Telecom. Jako reportérka se objevila na akcích Blockbuster a Trailer. Následně si jejího talentu všiml generální ředitel Aleksandar Tijanić veřejnoprávního vysílatele Radiotelevizija Srbije (Радио-телевизија Србије), který jí v roce 2005 nabídl smlouvu.
Ve vysílání RTS se stala spoluhostitelkou pořadu Jutarnjeg programa RTS (Јутарњег програма РТС, česky Ranní program), který běží ve všední dny od 6:00 do 9:00. Díky přesunu k RTS si získala fanouškovskou základnu diváků a objevila se na obálkách srbských bulvárních časopisů a lifestylových časopisů Cosmopolitan, Gloria, Svet a TV Revija. Je vysoká 1,60 metru.
Janković hostila losování pozic pro semifinále Eurovision Song Contest 2008 na radnici v Bělehradě. Dne 4. března 2008 bylo oznámeno, že společně se zpěvákem Željkem Joksimovićem bude spoluhostitelem Eurovision Song Contest 2008, která se konala 20. až 24. května 2008 v bělehradské aréně.
V březnu 2010 bylo potvrzeno, že je opouští RTS a bude spoluhostit ranní show na nejpopulárnější soukromé stanici RTV Pink.

## Osobní život
V Srbsku její milostný život vyvolal hodně rozruchu. Na začátku roku 2008 se po pětiletém vztahu zasnoubila s Aleksandarem Zeremskim (bývalým redaktorem RTV BK Telecom a jejím šéfem v době, kdy tam pracovala). Poté v květnu 2008 spoluhostila Eurovision Song Contest 2008 s Željkem Joksimovićem, který byl v té době ve vztahu s Adrijanou Čortan, televizní moderátorkou pro srbskou stanici RTV Pink.
Nicméně několik měsíců po Eurovision Song Contest 2008 vyšlo najevo, že se Željko Joksimović a Jovana Janković vídají. V červenci se dostalo na veřejnost, že Jovana Janković ukončila zasnoubení a Željko Joksimović opustil svou přítelkyni. Dne 29. září 2008 se nový pár poprvé objevil na veřejnosti, kdy se zúčastnil koncertu Antonise Remosa v bělehradské Sava centar.
V lednu 2012 se pár vzal na Maledivách. V roce 2013 oznámili, že čekají své první dítě. Dne 10. dubna 2014 Jovana Joksimović porodila syna Kostu. Dne 2. října 2017 porodila dvojčata Anu a Srnu.